# Четники Косты Печанаца
Четники Косты Печанаца (серб. Четници Косте Пећанца) — коллаборационистская военизированная организация под командованием Косты Печанаца, действовавшая во время Второй мировой войны в Сербии в 1941—1943 годах и воевавшая как против партизан Иосипа Броза Тито, так и против четников Дражи Михайловича. 

### Предыстория
Четниками на Балканах называли добровольцев — членов нелегальных военизированных отрядов — чет (сербохорв. četa). Со второй половины XIX века четники организовывались в небольшие группы под предводительством воевод, нападавших на представителей турецкой власти и принимавших участие в восстаниях христианского населения против турецкого владычества. Сербские иррегулярные формирования были особенно активны во время «Восточного кризиса» 1875—1878 годов. После Берлинского конгресса четники сосредоточились в первую очередь на Македонии, где вели интенсивную деятельность до и во время Балканских войн. Во время Первой мировой войны сербы-четники принимали участие в борьбе против центральных держав. В межвоенный период четники образовывали собственные организации для поддержания своих традиций как в Югославии, так и в Болгарии. В 1938 году в Югославии было зарегистрировано около 1000 четнических комитетов, насчитывавших около 50 тысяч членов (по другим данным 500 тысяч членов). Председателем объединения четников с 1934 года был Коста Печанац. В апреле 1940 года югославское правительство создало четническое командование. Вскоре были организованы шесть полных и один неполный четнические батальоны из числа набранных из регулярной армии добровольцев. По одному из сформированных батальонов было придано каждому армейскому командованию.

### История четников Косты Печанаца
В начале оккупации Югославии имя «четник» отождествлялось только с отрядами довоенного председателя объединения четников Косты Печанаца. Они были гораздо более известны, чем «люди Дражи». Перед началом немецкого вторжения Печанац по заданию и при поддержке югославского министерства армии и флота организовал на юге Сербии вооружённое формирование под своим командованием, состоявшее из нескольких сотен человек и сосредоточенное в долине реки Топлица для последующего проведения партизанских операций в южных частях Сербии, Македонии и Косово. По допущению Йозо Томашевича, их целью было «держать под контролем проболгарское и проалбанское население этих регионов».
В течение первых трёх месяцев оккупации отряды Печанаца привлекли в свои ряды много людей, но воевали они только с албанскими группами. С появлением партизан Тито Печанац отказался от всяких мыслей стать силой Сопротивления и к концу августа 1941 года достиг соглашений с квислинговским «сербским правительством» и немецкими оккупационными властями о борьбе с партизанами. Таким образом, по заключению Йозо Томашевича, «за пять месяцев четническая организация Косты Печанаца стала прямым инструментом оккупационного режима».
Четники Печанаца также совершали расправы над албанским и мусульманским населением Косова и Новопазарского Санджака.
Организация Печанаца никогда не была особенно многочисленной. Она насчитывала 35 отрядов общей численностью 3500—4000 человек. Согласно немецким данным, по состоянию на 17 января 1942 года командование жандармерии квислинговского сербского правительства содержало (кормило, одевало, вооружало и оплачивало) 72 офицера-четника и 7963 солдата (предположительно в это число также входили 2—3 тысячи четников Михайловича, легализованных в ноябре 1941 года). Отряды Печанаца активно участвовали в действиях квислинговских формирований администрации Недича против оставшихся партизанских отрядов после подавления восстания в Сербии. Вместе с тем уже в конце 1942 года организация Печанаца начала разваливаться и он распустил её к марту 1943 года. Люди Печанаца перешли в состав недичевской СГС , лётичевского СДК или четников Михайловича, а отдельные — к партизанам.

### Четники Косты Печанаца и четники Дражи Михайловича
Как раз в то время, когда Печанац собирался заключить соглашение с немцами, 18 августа 1941 года Драголюб (Дража) Михайлович передал через эмиссара письмо Печанцу с приглашением к сотрудничеству и предложением возглавить командование четнической организацией к югу от Западной Моравы, в то время как за собой Михайлович оставил бы все остальные области. Однако Печанац считал Михайловича ниже себя и должным ему подчиняться. Он отверг инициативу полковника, но в ответе намекнул, что может предложить ему должность начальника своего штаба, в то время как Михайлович должен был расформировать свои отряды, а своих людей присоединить к отрядам Печанаца. 27 августа Печанац выступил с открытым вызовом равногорскому движению в форме «Обращения к дорогому народу» (сербохорв. Proglas dragom narodu). В нём он назвал себя защитником сербов и предложил «определённым четам», сформированным без его одобрения (очевидный намёк на отряды Михайловича) объединиться под его командованием. Далее провозглашалось, что «все, кто находится в лесах, должны немедленно вернуться в свои дома под угрозой смертной казни», а «все те, кто совершает диверсии против общественных зданий и коммуникаций, а также всего, что принадлежит оккупационным властям, будут приговорены к смертной казни». Йозо Томашевич отмечает, что один из исследователей предполагал достижение в сентябре соглашения между представителями Печанаца и Михайловича о разделе сфер контроля и характере деятельности против партизан, однако историк не нашёл этому подтверждения. Зимой 1941/1942 года четники Печанаца охотились на четников Михайловича, хотя многие из печановцы скрывали большое количество равногорцев. В июне 1944 года Печанац был казнён четниками Михайловича.

### Комментарии
1. ↑  Термином «партизаны» в контексте войны в Югославии в 1941—1945 годах обозначаются члены нерегулярных воинских формирований и участники вооружённого движения Сопротивления, руководимого КПЮ — НОАЮ[1]. Другая вооружённая сила движения Сопротивления в Югославии — Равногорское движение четников под руководством Драголюба Михайловича — с 15 ноября 1941 года называлась Югославской армией на родине (сербохорв. Jugoslovenska vojska u otadžbini, сокр. ЮВуО). Однако в народе их по-прежнему называли четниками. Этот термин принят и в историографии[2].
2. ↑  Квислинг/квислинги — термин (имя нарицательное), происходящий от имени норвежского политика В. А. Квислинга, синоним коллаборациониста, обозначающий лиц, сотрудничавших с немецкими и итальянскими оккупационными войсками во Второй мировой войне. Как правило, член правительства страны, сотрудничающей с оккупационной державой. Известными квислингами были: маршал Ф. Петен, Й. Антонеску, Йозеф Тисо, П. Лаваль, А. Павелич, М. Недич, Л. Рупник и др.[7].